# Segundo Consistório Ordinário Público de 1826

## Cardeais Eleitores
| Nº                 | País               | Nome                                   | Idade              | Cargo                                             | Título ou Diaconia                                |
| Cardeais eleitores | Cardeais eleitores | Cardeais eleitores                     | Cardeais eleitores | Cardeais eleitores                                | Cardeais eleitores                                |
| ------------------ | ------------------ | -------------------------------------- | ------------------ | ------------------------------------------------- | ------------------------------------------------- |
| 1                  | Itália             | Giacomo Giustiniani                    | 56                 | arcebispo de Imola                                | Cardeal-presbítero de Santos Marcelino e Pedro    |
| 2                  | Itália             | Vincenzo Macchi                        | 56                 | núncio na França                                  | Cardeal-presbítero de São João e São Paulo        |
| 3                  | Itália             | Giacomo Filippo Fransoni               | 50                 | núncio em Portugal                                | Cardeal-presbítero de Santa Maria em Ara Cœli     |
| 4                  | Itália             | Tommaso Bernetti                       | 46                 | vice-camerlengo                                   | Cardeal-presbítero de São Cesário em Palatio      |
| In Pectore         |                    |                                        |                    |                                                   |                                                   |
| 5                  | Itália             | Pietro Caprano                         | 67                 | Secretário da Congregação para a Propagação da Fé | Revelado no Consistório Ordinário Público de 1828 |
| 6                  | Hungria            | Alexander Rudnay                       | 65                 | Arcebispo de Esztergom-Budapeste                  | Revelado no Consistório Ordinário Público de 1828 |
| 7                  | Itália             | Benedetto Colonna Barberini di Sciarra | 37                 |                                                   | Revelado no Consistório Ordinário Público de 1828 |
| 8                  | Itália             | Giovanni Antonio Benvenuti             | 61                 | prolegado apostólico em Forli                     | Revelado no Consistório Ordinário Público de 1828 |
| 9                  | Itália             | Giovanni Francesco Marazzani Visconti  | 71                 | Prefeito de Prefeitura da Casa Pontifícia         | Revelado no Consistório Ordinário Público de 1828 |
| 10                 | Itália             | Belisario Cristaldi                    | 62                 | Câmara Apostólica                                 | Revelado no Consistório Ordinário Público de 1828 |

## Ligações Externas
- «Catholic Hierarchy» (em inglês)